# Баженов Віктор Андрійович
Ві́ктор Андрі́йович Баже́нов (12 липня 1941, Городня — 18 травня 2021, Київ , Україна) 
 — радянський і український науковець в галузі будівництва, доктор технічних наук, професор, перший проректор (з 1988 р., а у 2012 р. в.о. ректора (червень-вересень 2012 р.)), завідувач кафедри будівельної механіки (з 1989 р.), директор НДІ будівельної механіки ( з 1992 р.) Київського національного університету будівництва і архітектури, академік Національної академії педагогічних наук України ( з 2010 р), Заслужений діяч науки і техніки України ( з 1992 р.), Лауреат державних премій України в галузях науки й техніки(1991 й 2003 рр.) й освіти(2013 р.).

## Біографічні дані
Народився 12 липня 1941 р. в м. Городня. У 1963 р. закінчив будівельний факультет Київського інженерно-будівельного інституту. В 1969 р. захистив кандидатську, а у 1984 р. докторську дисертації. Професор - з 1987 р.
Відомий вчений у галузі будівельної механіки, теорії та методах чисельних досліджень нелінійного  деформування та руйнування неоднорідних оболонкових та масивних конструкцій .
Автор понад 600 наукових праць, у тому числі 43 монографій, 31 підручників і навчальних посібників для вищих навчальних закладів. Підготував 13 докторів та 27 кандидатів наук.
Помер 18 травня 2021 р. Похований у м. Київ.

## Підручники та монографії
- Баженов, Виктор Андреевич. Расчет оболочек сложной формы. К., 1992;
- Баженов, Виктор Андреевич. Расчет композитных конструкций с учетом расслоений. К., 1992;
- Баженов, Виктор Андреевич. Полуаналитический метод конечных элементов в механике деформируемых тел. К., 1993;
- Баженов, Виктор Андреевич. Нелинейные задачи механики многослойных оболочек. К., 1994;
- Баженов, Виктор Андреевич. Численное моделирование процесса разрушения железобетонных конструкций по методу конечных элементов. К., 1996;
- Баженов, Виктор Андреевич. Теория и расчет трехслойных конструкций, содержащих расслоения. К., 1997;
- Баженов, Віктор Андрійович. Будівельна механіка: Підруч. К., 1999;
- Баженов, Віктор Андрійович. Будівельна механіка та металеві конструкції: Підруч. О., 2001;[8]

- Баженов, Віктор Андрійович. Будівельна механіка. Динаміка споруд [Текст]: навч. посіб. для студ. спец. «Промислове та цивільне будівництво» / В. А. Баженов, Є. С. Дехтярюк ; Ін-т змісту і методів навчання, Київ. держ. техн. ун-т буд-ва і архіт. — К. : [б.в.], 1998. — 208 с.;

- Баженов, Віктор Андрійович. Будівельна механіка. Комп'ютерний курс [Текст]: підруч. для вищих техн. закл. освіти / В. А. Баженов [та ін] ; ред. В. А. Баженов. — К. : [б.в.], 1999. — 584 с.;

- Баженов, Віктор Андрійович. Метод скінченних елементів у задачах нелінійного деформування тонких та м'яких оболонок [Текст] / В. А. Баженов [та ін] ; заг. ред. В. А. Баженов. — К. : [б.в.], 2000. — 386 с.;

- Нелінійне деформування та стійкість пружних оболонок неоднорідної структури / В. А. Баженов, О. П. Кривенко, М. О. Соловей К.: ЗАТ "Віпол Київ (2010) 316 стор.;

- Нелинейное деформирование и устойчивость упругих оболочек неоднородной структуры / В. А. Баженов, О. П. Кривенко, Н. А. Соловей — монография, Москва (2012) 336 стр.;

- Buckling and Natural Vibrations of Thin Elastic Inhomogeneous Shells / Victor Bazhenov and Olga Krivenko, Lambert Academic Publishing, 2018, 104 pages;

- Стійкість і коливання пружних неоднорідних оболонок при термосилових навантаженнях / В. А. Баженов, О. П. Кривенко — монографія, Київ (2020) 187 стор.